# Оловников, Владимир Владимирович
Влади́мир Влади́мирович Оло́вников (бел. Уладзімір Уладзіміравіч Алоўнікаў; 16 января 1919, Бобруйск — 31 июля 1996, Минск) — белорусский советский композитор, музыкальный педагог, общественный деятель. Народный артист Белорусской ССР (1970). Профессор (1980). Член ВКП(б) с 1945 года.

## Биография

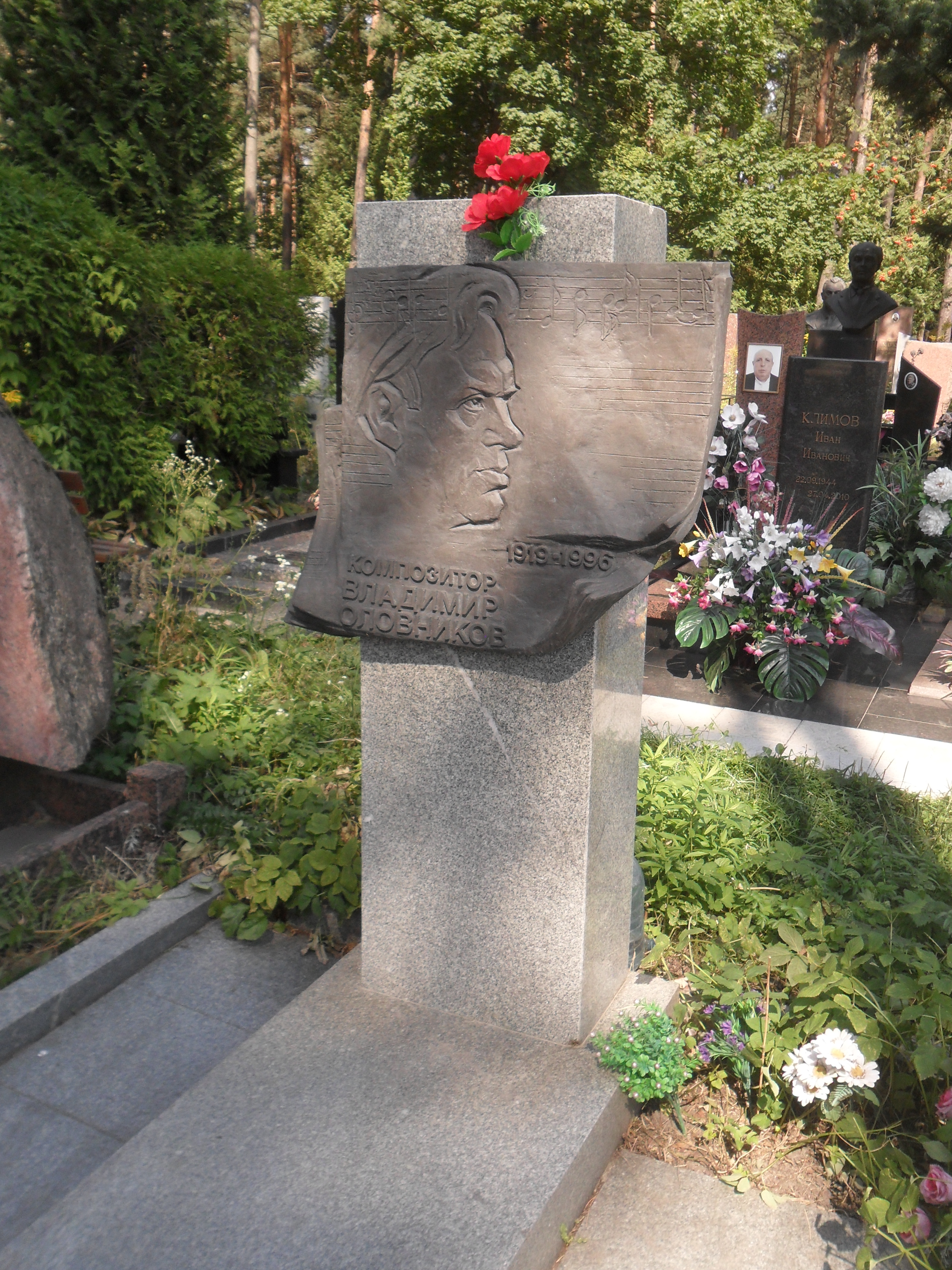
Могила Оловникова на Восточном кладбище Минска.

Родился 16 января 1919 года в Бобруйске (ныне Могилёвская область, Беларусь). Выпускник БелГК (1941). Ученик композитора и педагога В. А. Золотарёва (по классу композиции) и М. А. Бергера (класс фортепиано).
Участник Великой Отечественной войны. С первых дней войны участник боевых действий.
С 1947 года на педагогической работе. Преподавал музыкально-теоретические предметы в Белорусской консерватории (с 1966 года — доцент). В 1962—1982 годах — ректор БелГК.
Занимался активной общественно-партийной деятельностью. Избирался членом ЦК КПБ (с 1966 года). Депутат ВС БССР 6—9-го созывов.
Умер 31 июля 1996 года. Похоронен в Минске на Восточном кладбище.
Сын — Игорь Владимирович Оловников, белорусский пианист , народный артист Беларуси.

## Творческая деятельность
Композиторскую деятельность начал созданием камерной музыки.
Работал в жанрах симфонической, камерно-инструментальной и вокальной музыки. Основная тема произведений героико-патриотического направления. Наибольшую известность ему принесли массовые песни и музыка к кинофильмам.

## Избранные песни
- «Родина моя дорогая» (сл. А. Бачило) — мелодия «Радзіма мая дарагая» стала позывными Белорусского радио[1].
- «Лесная песня» («Ой, бярозы ды сосны, партызанскія сёстры») (сл. А. Русака)
- «Песня о Брестской крепости» (сл. А. Лазневого),
- «Песня о Минске» (сл. И. Панкевича)[2] и другие.
- «Песня про Доватора»

## Избранные сочинения
- симфонические произведения для оркестра (1941)
- струнные квартеты (1940, 1948)
- музыкальная поэма «Партизанская быль» (1952) и «Нарочь» (1954)
- сюиты «Песни Mира» (1958), «На Полесье» (для оркестра белорусских народных инструментов, 1953)
- кантата для детей «Всем пионерам ровесник и брат» (сл. А. В. Вольского, 1968)
- торжественная прелюдия (1969)
- симфонический эскиз «Куранты Брестской крепости» (1975)
- хоров «На Полесье гомон, гомон»" и др.
- вокальные дуэты
- романсы

Писал музыку к драматическим спектаклям и кинофильмам.

## Фильмография
- 1956 — Миколка-паровоз (совм. с Ю. Д. Бельзацким)
- 1959 — Девочка ищет отца (совм. с Ю. Д. Бельзацким)
- 1960 — Весенние грозы
- 1962 — Улица младшего сына

Автор музыки к документальным фильмам «Дорога без привала», «Баллада о матери» (оба — 1965).

## Награды и звания
- заслуженный артист Белорусской ССР (1955)
- заслуженный деятель искусств Белорусской ССР (1957)
- народный артист Белорусской ССР (1970)
- два ордена Отечественной войны II степени (16.10.1944, был представлен к ордену Красного Знамени; 6.4.1985)
- орден Трудового Красного Знамени (1979)
- орден «Знак Почёта» (25.02.1955)
- Медаль Франциска Скорины (1993)
- медали

## Память
- Решением Минского горсовета в 1987 году В. В. Оловникову было присвоено звание почётного гражданина города Минска[3].
- На доме в Минске по ул. Я. Купалы, где с 1957 по 1984 г. жил композитор, народный артист Беларуси, профессор В. В. Оловников, установлена мемориальная доска[4].
- В. В. Оловникову посвящён документальный телевизионный фильм Белорусского телевидения «И песня взлетает сама» (1983, реж. В. Орлов).
- В Бобруйске Детская школа искусств №"2 носит имя В. В. Оловникова
- В Минске Детская музыкальная школа № 11 носит имя В. В. Оловникова
- 28 мая 2018 года имя В. Оловникова присвоили новой улице Минска[5].